# Amt Falkenberg-Höhe
Urząd Falkenberg-Höhe (niem. Amt Falkenberg-Höhe) – urząd w Niemczech, leżący w kraju związkowym Brandenburgia, w powiecie Märkisch-Oderland. Siedziba urzędu znajduje się w miejscowości Falkenberg.
W skład urzędu wchodzą cztery gmin.
1. Beiersdorf-Freudenberg
2. Falkenberg
3. Heckelberg-Brunow
4. Höhenland